# Tecomate, Tantoyuca
Tecomate är en ort i Mexiko.   Den ligger i kommunen Tantoyuca och delstaten Veracruz, i den sydöstra delen av landet, 240 km norr om huvudstaden Mexico City. Tecomate ligger 200 meter över havet och antalet invånare är 464.
Terrängen runt Tecomate är huvudsakligen platt. Tecomate ligger uppe på en höjd. Runt Tecomate är det ganska tätbefolkat, med 72 invånare per kvadratkilometer. Närmaste större samhälle är Tantoyuca, 3,2 km sydväst om Tecomate. Trakten runt Tecomate består till största delen av jordbruksmark.